# Портланд (Арканзас)
Портланд (енгл. Portland) град је у америчкој савезној држави Арканзас.

## Демографија
По попису из 2010. године број становника је 430, што је 122 (-22,1%) становника мање него 2000. године.
| Група             | 2000.       | 2010.       |
| Белци             | 303 (54,9%) | 261 (60,7%) |
| Афроамериканци    | 237 (42,9%) | 159 (37,0%) |
| Азијати           | 0 (0,0%)    | 1 (0,2%)    |
| Хиспаноамериканци | 15 (2,7%)   | 4 (0,9%)    |
| Укупно            | 552         | 430         |